# 1. Flakscheinwerfer-Division
La 1. Flakscheinwerfer-Division (1re division de projecteurs de Flak) est une division de lutte antiaérienne de la Luftwaffe allemande au sein de la Wehrmacht durant la Seconde Guerre mondiale.

## Historique
La 1. Flak-Scheinwerfer Division/Brigade 1 est mise sur pied en juillet 1940 à Arnhem en tant que Stab/Flakscheinwerfer-Brigade I, puis le 1er août 1941, elle s'agrandit et devient la Stab/Flakscheinwerfer-Division 1.
Équipée de projecteurs de fortes puissances pour la recherche aérienne, la division voit son théâtre d'opérations dans les zones aux Pays-Bas et en Belgique pour soutenir les chasseurs de nuit.
La division est dissoute le 31 juillet 1942.

## Commandement
| Début           | Fin             | Grade           | Nom           |
| --------------- | --------------- | --------------- | ------------- |
| 29 juillet 1940 | 31 janvier 1942 | Generalleutnant | Alfons Luczny |
| ?               | ?               | ?               | ?             |

### Chef d'état-major (Ia)
| Début | Fin | Grade | Nom |
| ----- | --- | ----- | --- |
| ?     | ?   | ?     | ?   |

## Organisation

### Rattachement
| Début           | Fin             | Commandement          |
| --------------- | --------------- | --------------------- |
| 29 juillet 1940 | 1er août 1941   | 1. Nachtjagd-Division |
| 1er août 1941   | 31 juillet 1942 | XII. Fliegerkorps     |

### Unités subordonnées
- Stab/Flakscheinwerfer-Regiment 1
- Stab/Flakscheinwerfer-Regiment 2
- Stab/Flakscheinwerfer-Regiment 3
- Stab/Flakscheinwerfer-Regiment 4

## Matériels

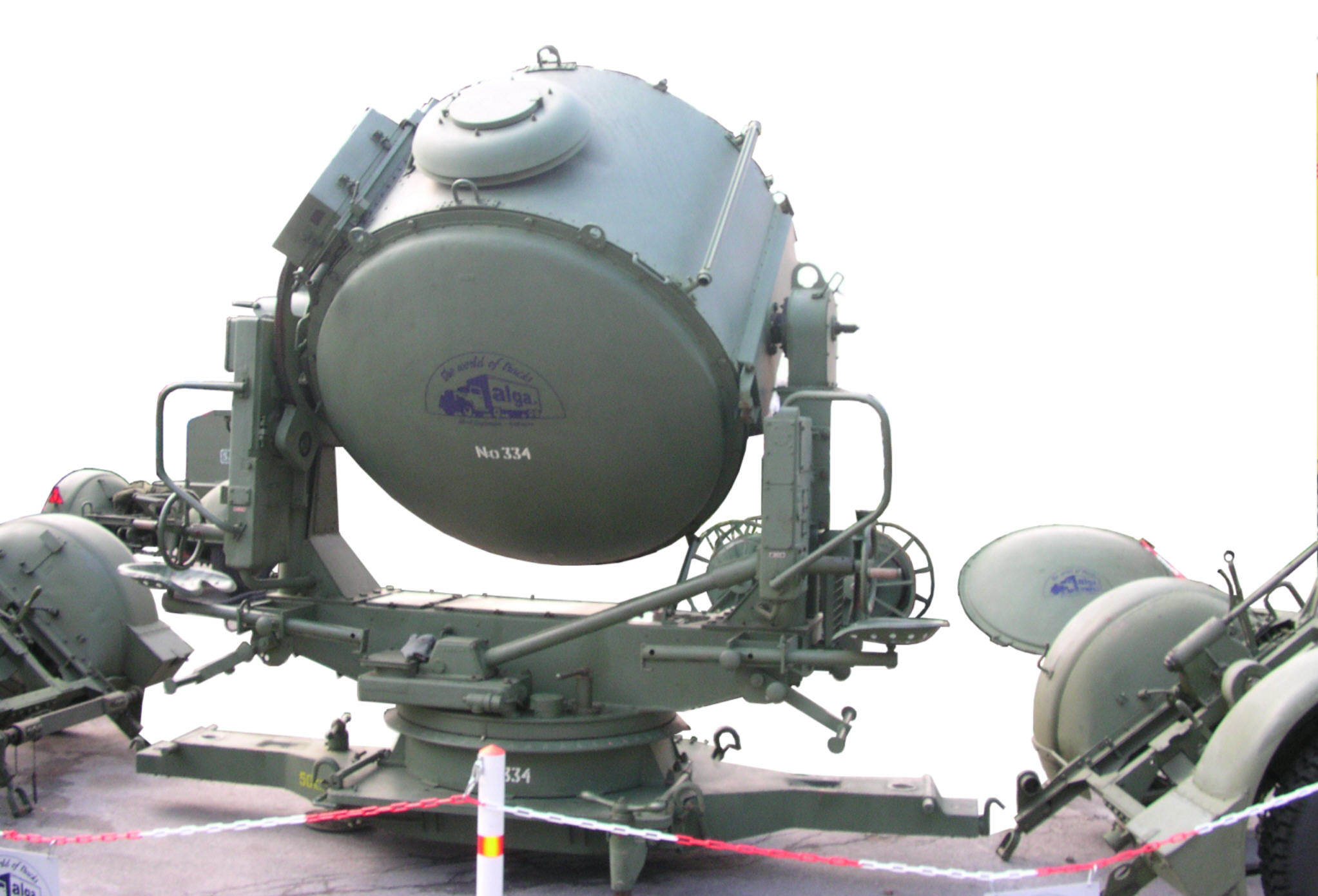
Flak-Scheinwerfer restauré
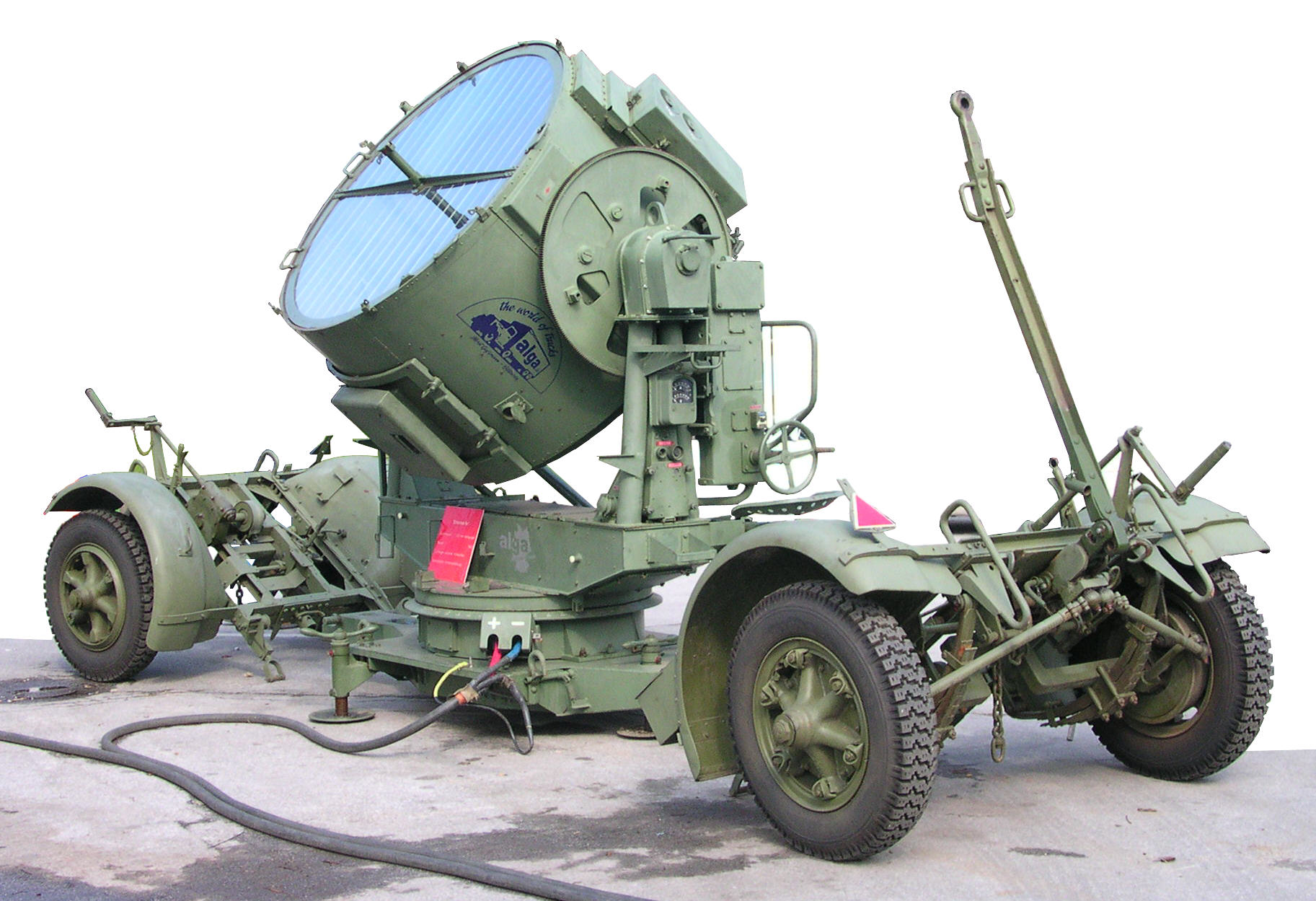
Flak-Scheinwerfer restauré
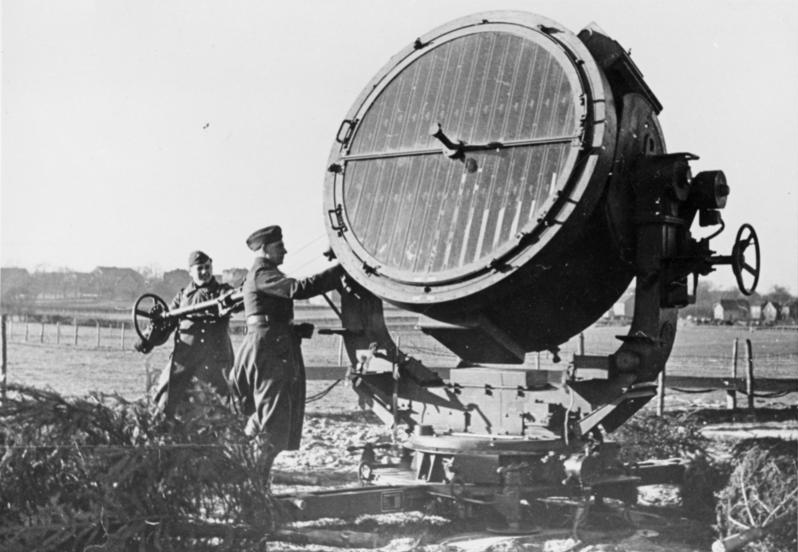
Flak-Scheinwerfer en usage, 1940

### Livres
- Georges Bernage et François de Lannoy, Dictionnaire historique : la Luftwaffe, la Waffen-SS, 1939-1945, Bayeux, Éditions Heimdal, 1998, 480 p. (ISBN 978-2-84048-119-5, OCLC 42934551)
- (de) Karl-Heinz Hummel:Die deutsche Flakartillerie 1935 - 1945 - Ihre Großverbände und Regimenter, VDM Heinz Nickel, 2010